# 裸变丽蝇属
裸变丽蝇属（学名：Gymnadichosia）为丽蝇科的一个属。

## 下属物种
本属包括以下物种：
- 黄足裸变丽蝇 Gymnadichosia pusilta Villeneuve